# ژوزف تلشئا
ژوزف تلشئا (فرانسوی: Joseph Tellechéa‎; ۲۷ نوامبر ۱۹۲۶ – ۱۶ دسامبر ۲۰۱۵) بازیکن فوتبال اهل فرانسه بود.
از باشگاه‌هایی که در آن بازی کرده‌است می‌توان به باشگاه فوتبال سوشو اشاره کرد.
وی همچنین در تیم ملی فوتبال فرانسه بازی کرده‌است.